# 李英美 (廚師)
李英美（韓語：이미영），是韓國的一名營養午餐廚師，2024年參加Netflix韓國有名的《黑白大廚》節目，以黑湯匙廚師學餐名家而受到大眾矚目。
2023年從工作15年的慶尚南道梁山市下北小學退休。她並非出於自願或是製作單位的邀約，而是在兒子的鼓勵和報名之下，才參與《黑白大廚》這個實境節目的錄影，憑藉著小學營養午餐的特別需求，又要考量小學生挑食的問題，因此李英美有著極快的刀工和備料，短時間之內就能端出一道料理，看似平凡無奇的小學生午餐烹飪，讓節目評審之一的安成宰觸發幼年的口感，之後在黑白湯匙廚師的單淘汰當中，擊敗韓國首位米其林一星廚師方基洙（韓語：방기수），最後雖然在八強時止步淘汰，但是樸實又別具風味的料理，因此獲得更多國民美食者極大的關注。原本已經打算退休要享受旅遊生活的計畫，因為節目播出之後的驚人迴響，令李英美成為近期最快走紅的素人廚師，韓國超商業者CU更找她合作推出超商餐點，以健康料理減少調味料、低過敏原食材為核心精神，讓李英美的料理風格，都能讓大眾可以品嚐。

## 相關連結
- Instagram:schoolfood_chef
- Youtube頻道：급식대가 School Chef （页面存档备份，存于）